# 克魯泡特金 (克拉斯諾達爾邊疆區)
45°26′N 40°34′E / 45.433°N 40.567°E
克魯泡特金（俄语：Кропо́ткин）是俄羅斯克拉斯諾達爾邊疆區的一個城市，位於庫班河畔。2002年人口79,185人。
18世紀末開埠，1921年設市，被易名以紀念無政府主義者克魯泡特金。